# カネハツ食品
カネハツ食品株式会社（カネハツしょくひん、英: Kanehatsu Co., Ltd.）は、愛知県名古屋市南区に本社を置く食品メーカーである。

## 概要
1918年（大正7年）、加藤初吉が名古屋市中区東橘町にカネハツ商店を創業。これに際し、実弟の加藤幸太郎がカネハツ商店に入店する。
1930年（昭和5年）に、加藤幸太郎がカネハツ加藤商店として独立。熱田区の内田橋公設市場に加工所を構え、煮物や佃煮の販売を開始する。その後、1942年（昭和17年）に株式会社へ組織変更しカネハツ食品を設立した。
創業以来佃煮や煮豆など惣菜の製造販売を行っており、東海地方では「おいしさイキイキカネハツ」のCMで知られる。80年代後半からデザートの製造販売にも力を入れていたが、2000年代に撤退している。

## 沿革
- 1942年（昭和17年）4月  - 「カネハツ食品株式会社」を設立[5]。
- 2008年（平成20年）3月31日 - カネハツ食品株式会社が株式会社カネハツデイリー、株式会社カネハツ販売、株式会社カネハツ物流を吸収合併[6]。
- 2011年（平成23年）4月 - 株式会社カネハツシステムズを吸収合併[5]。
- 2014年（平成26年） - カネハツ食品株式会社が株式会社カネハツを吸収合併[5]。

## 事業所
- 本社（愛知県名古屋市南区）[1]
- 東京営業所（東京都渋谷区）[1]
- 大阪営業所（大阪府大阪市淀川区）[1]
- 熊本営業所・熊本製造部（熊本県熊本市南区）[1]

## 過去のスポンサー番組
- CBCニュースワイド → ユーガッタ!CBC → イッポウ　（CBCテレビ）